# Konau (Amt Neuhaus)
Konau (niederdeutsch Kaunau) ist ein Dorf im Ortsteil Haar der Gemeinde Amt Neuhaus in Niedersachsen.

## Geographie
Konau gilt als eines der besterhaltenen Marschhufendörfer und steht unter Denkmalschutz. Es liegt im Biosphärenreservat Niedersächsische Elbtalaue direkt an der Elbe. Neuhaus, der Sitz der Gemeinde, befindet sich fünf Kilometer nordöstlich des Ortes.

## Geschichte
Für das Jahr 1848 wird angegeben, dass Konau 19 Wohngebäude hatte, in denen 171 Einwohner lebten. Zu der Zeit war der Ort nach Stapel eingepfarrt, eine Filialkirche befand sich aber im Ort, ebenso wie eine Schule. Am 1. Dezember 1910 hatte Konau im Kreis Bleckede 98 Einwohner.
Bis zum Ende des Zweiten Weltkrieges gehörte fast das gesamte ehemalige Gebiet des Amtes Neuhaus zum Landkreis Lüneburg und damit zur Provinz Hannover; nur das Dorf Niendorf gehörte damals zum Land Mecklenburg. Nach dem Zweiten Weltkrieg gehörte das ehemals hannoversche Gebiet zunächst kurzzeitig zur britischen Besatzungszone. Wegen der fehlenden Brücke über die Elbe mit entsprechend zu erwartenden Versorgungsschwierigkeiten erfolgte aus praktischen Gründen im Juli 1945 eine Übergabe an die sowjetische Besatzungszone und daraus folgend die spätere Zugehörigkeit Konaus zur DDR.
Im Rahmen der Gebietsänderungen in Mecklenburg wurde Konau am 1. Juli 1950 nach Darchau eingemeindet. Nach der deutschen Wiedervereinigung wechselte der Ort am 30. Juni 1993 aus Mecklenburg-Vorpommern nach Niedersachsen in den Landkreis Lüneburg zurück. Am 1. Oktober 1993 wurde Konau in das Amt Neuhaus eingemeindet.

## Bauwerke

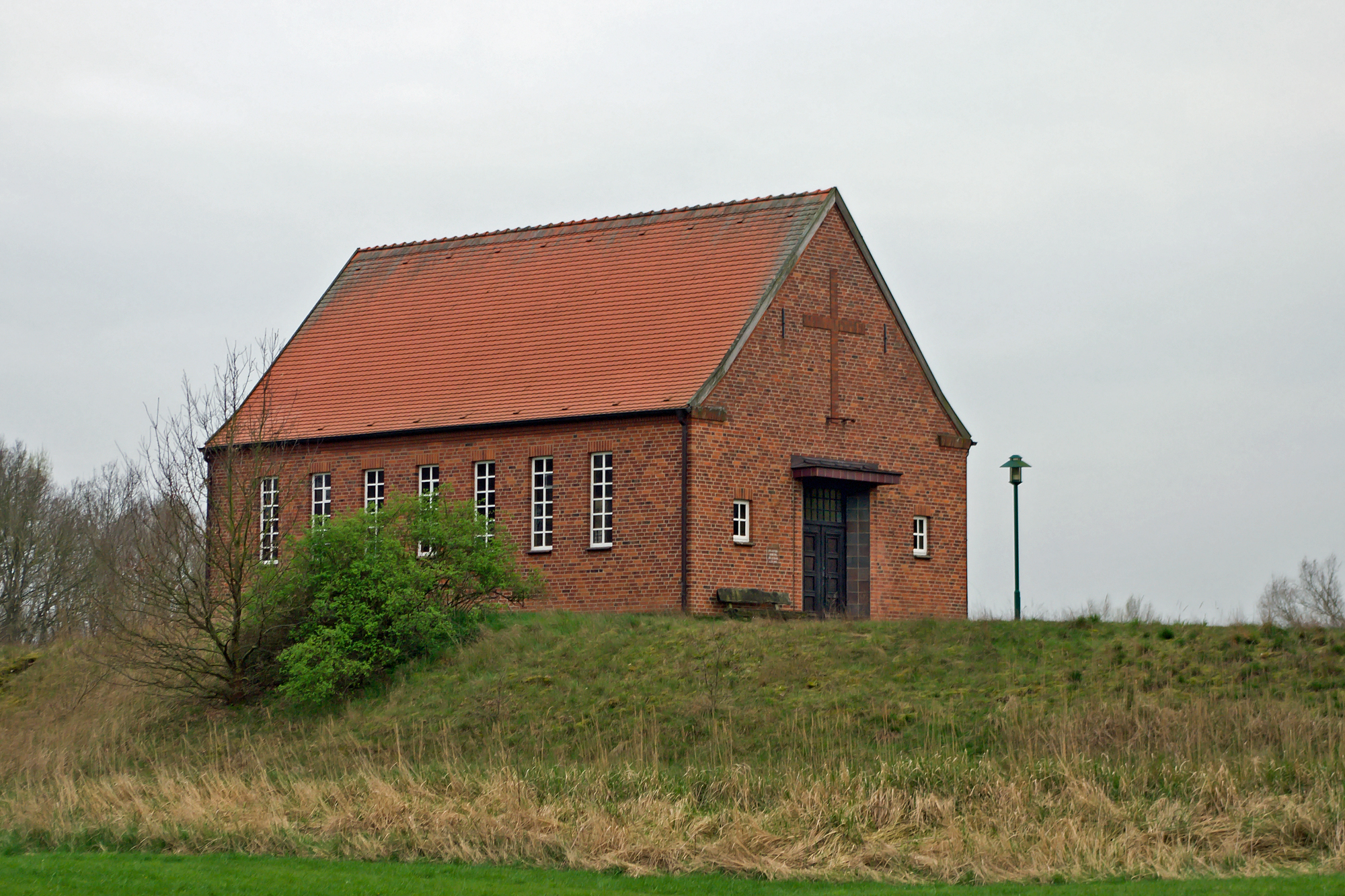
St.-Lukas-Kapelle von 1957

In Konau befindet sich die St.-Lukas-Kapelle. Die Kapelle ist der einzige Kirchenneubau überhaupt, der im Sperrgebiet der DDR errichtet werden durfte.